# Szelężnik większy

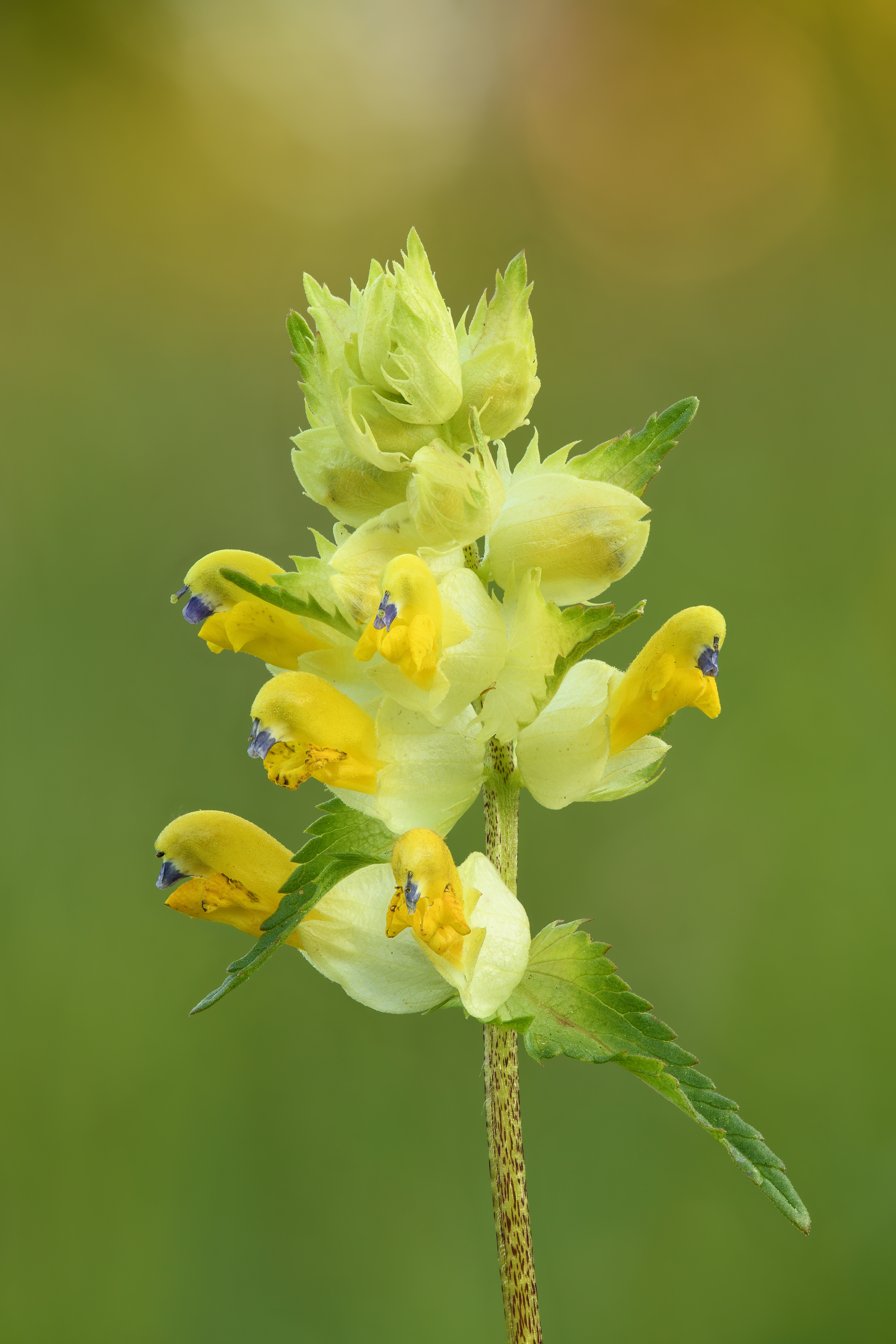
Kwiatostan

Szelężnik większy (Rhinanthus serotinus) – gatunek rośliny z rodziny zarazowatych. Występuje w Europie i
Azji (w części zachodniej, na Kaukazie i na Syberii). W Polsce gatunek pospolity na obszarze całego kraju.

## Morfologia
ŁodygaWzniesiona i naga lub delikatnie owłosiona, wysokości 20–80 cm. Nie rozgałęzia się, lub rozgałęzia się tylko w górze. Jest miejscami czarno wybarwiona.
LiścieUlistnienie naprzeciwległe. Liście jajowato lancetowate, słabo zaostrzone. Pomiędzy najwyższym rozgałęzieniem łodygi a kwiatostanem brak liści, lub występuje co najwyżej 1 para liści. Przysadki szerokotrójkątne (z wyjątkiem dwóch najniższych par), nagie i blade. Dolne ząbki przysadek są wąsko zaostrzone i mają długość do 5 mm, górne są co najmniej dwukrotnie mniejsze.
KwiatyKwiaty o koronie dwuwargowej, żółtej, zebrane w kłosy. Wyrastają w kątach bladych przysadek. Kielich nagi, lśniący i rozdęty, na bokach spłaszczony, na szczycie zwężony. Korona ma długość 17–22 mm i słabo zgiętą rurkę. Gardziel korony jest zamknięta, gdyż dolna warga ściśle przylega do górnej. Ząbki górnej wargi są fioletowe, a na szczycie wargi występuje z każdej strony wyraźny ząbek.
KorzeńSłabo rozwinięty system korzeni, ale ze ssawkami, dzięki którym korzysta z korzeni sąsiednich roślin.
OwocRozdęta torebka. Znajdujące się w niej nasiona szeleszczą przy ruchach rośliny. Nasiona w zależności od podgatunku i odmiany są szerokooskrzydlone, lub nieoskrzydlone.

## Biologia i ekologia
RozwójRoślina półpasożytnicza czerpiąca za pomocą ssawek wodę wraz z solami mineralnymi z korzeni innych roślin. Kwiaty równoczesne, kwitną od maja do lipca, zapylane są przez błonkówki. Roślina miododajna. Jednak do nektaru znajdującego się na dnie dość długiej rurki kwiatowej mogą się dostać tylko owady o długim aparacie gębowym. Trzmiele i pszczoły zazwyczaj wygryzają otwór w dole korony i spijają przez niego nektar.
SiedliskoWystępuje na łąkach i jako chwast na polach uprawnych. W klasyfikacji zbiorowisk roślinnych gatunek charakterystyczny dla rzędu (O.) Centauretalia cyani
Cechy fitochemiczneRoślina trująca, zawiera aukubinę trującą zarówno dla ludzi, jak i bydła i z tego względu na łąkach stanowi gatunek niepożądany.

## Zmienność
- Tworzy mieszańce z szelężnikiem nadobnym, sz. mniejszym, sz. włochatym.
- Występuje w kilku podgatunkach i odmianach.

## Zastosowanie
Był dawniej stosowany w lecznictwie ludowym jako roślina lecznicza.

## Zagrożenia i ochrona
Podgatunek ssp. apterus umieszczony jest na polskiej czerwonej liście w kategorii DD (stopień zagrożenia nie może być określony).